# Perduhovo Selo
Perduhovo Selo (en serbe cyrillique : Пердухово Село) est un village de Bosnie-Herzégovine. Il est situé dans la municipalité de Glamoč, dans le canton 10 et dans la fédération de Bosnie-et-Herzégovine. Selon les premiers résultats du recensement bosnien de 2013, il compte 15 habitants.

## Démographie

### Évolution historique de la population
| 1948 | 1953 | 1961 | 1971 | 1981 | 1991 | 2013 |
| ---- | ---- | ---- | ---- | ---- | ---- | ---- |
| -    | -    | 201  | 175  | 96   | 75   | 15   |

|  |

### Répartition de la population par nationalités (1991)
En 1991, les 75 habitants du village étaient tous serbes.